# تشارلز غريني
تشارلز غريني (بالإنجليزية: Charles Greene)‏ هو منافس ألعاب قوى أمريكي، ولد في 21 مارس 1945 في باين بلاف في الولايات المتحدة.

## وصلات خارجية
- تشارلز غريني على موقع الاتحاد الدولي لألعاب القوى (الإنجليزية)
- تشارلز غريني على موقع الاتحاد الأمريكي لسباقات المضمار والميدان، قاعة المشاهير (الإنجليزية)
- تشارلز غريني على موقع اللجنة الأولمبية الدولية (الإنجليزية)
- تشارلز غريني على موقع أوليمبيديا (الإنجليزية)